# Bert Babyface
Bert Babyface är en ungdomsroman i dagboksform från 1998 av de svenska författarna Anders Jacobsson och Sören Olsson. När boken släpptes hade författarna meddelat att den gamla serien gick mot sitt slut.

## Bokomslag
Bokomslaget visar Bert utklädd till baby, och USA:s flagga.

## Handling
Boken handlar om Bert Ljung under det kalenderår han är 16 år. Bert har slutat 9:an och åker ensam till sin farbror Janne, som bor i New York i USA. Berts pappa är orolig för sin son, och Patricia är ledsen och rädd att bli övertygad. I USA blir Bert förälskad i en söt tös kallad "Sugar". Där stöter han också på jämnårige Kevin, som kallar Bert för Bert Babyface.
I New York väntar limousiner, fina restaurangbesök och inköp av kostym. Bert känner sig som värsta lyxliraren, men då Janne arbetar mycket får både Bert och Jannes flickvän var ensamma. Bert träffar Kevin, som kallar Bert för "Babyface" och sedan presenterar Bert för tjejen Sugar, och Bert gillar. Berts egenkomponerade musik framförs på scen, och hemma döljer hans pappa en stor hemlighet. 

### Fotnoter
1. ↑  ”Bert Babyface” (på engelska). Worldcat. 14 mars 1998. https://www.worldcat.org/title/bert-babyface/oclc/186530839&referer=brief_results. Läst 29 mars 2015.
2. ↑  Ulla Lundqvist (13 mars 1999). ”Dags att lämna arenan. Ulla Lundqvist finner försonande drag hos "Bert" men önskar en ransonering”. Dagens nyheter. http://www.dn.se/arkiv/kultur/dags-att-lamna-arenan-ulla-lundqvist-finner-forsonande-drag-hos. Läst 31 mars 2015.